# 1979 en jeu vidéo
Cet article présente les faits marquants de l'année 1979 concernant le jeu vidéo.

## Événements
- Activision est créée par un groupe de programmeurs d'Atari mécontents. Il s'agit du premier développeur tiers de jeux vidéo.
- Joel Billings fonde Strategic Simulations, une société américaine de développement et d'édition de jeux vidéo spécialisée dans les wargames[1].
- Ken et Roberta Williams créés On-Line Systems (qui deviendra Sierra Entertainment) et commencent à développer leur premier jeu, Mystery House[2].
- Fondation de Capcom le 30 mai 1979.

## Principales sorties de jeux
- Atari publie Asteroids, son plus grand succès commercial.
- 1979: sortie de "ADVENTURE" (Atari 2600)
- En août, Automated Simulations publie le jeu vidéo de rôle Temple of Apshai sur TRS-80 et Commodore PET. Il est généralement considéré comme le premier jeu de rôle sur ordinateur disposant de graphismes[3]. Avec 30 000 copies vendues en juin 1982, il est l'un des plus gros succès commercial de l'époque dans le domaine du jeu sur ordinateur[4].
- Richard Garriott publie le jeu vidéo de rôle Akalabeth: World of Doom sur Apple II. Celui-ci est également considéré comme un des premiers jeux de rôle sur ordinateur et avec 30 000 exemplaires vendus, il rapporte environ 150 000 dollars à Richard Garriot qui est alors encore à l’université. Son succès a provoqué l'émergence de la série Ultima, ce qui lui vaut d'être désigné sous le terme Ultima 0, et du studio Origin Systems fondé par Richard Garriott en 1983[5],[6].